# Hikmet Balioğlu
Hikmet Balioğlu (sinh 4 tháng 8 năm 1990) là một cầu thủ bóng đá Thổ Nhĩ Kỳ thi đấu ở vị trí trung vệ cho Manisaspor. Anh ra mắt ở Süper Lig vào ngày 10 tháng 5 năm 2008 trong trận gặp Beşiktaş.